# Арджуна Сінґх
Арджуна Сінґх (пенджабі:ਸ੍ਰੀ ਗੁਰੂ ਅਰਜੁਨ ਦੇਵ ਜੀ, 15 квітня 1563 — 30 травня 1606, Нандед) — 5-й гуру сикхів, державний діяч, поет. Відомий також як Арджун Дев.

## Життєпис
Син сикхів Джети Содхі і Бібі Бхані (доньки Амара Даса, 3-го гуру сикхів). Джета Содхі після смерті тестя 1574 року став новим гуру під ім'ям Рам Дас. Народився 1563 року в Гоїндвалі, де прожив 11 років. 1574 року перебрався до Рамдаспура, де батько став новим гуру. Невдовзі був відправлений до Лахору, де навчався 2 роки. Невдовзі оголошений спадкоємцем батька. 1581 року після смерті Рам Даса став новим гуру сикхів, чим було закріплено спадковий принцип в керування сикхської громади.
Алейого старший брат Пріті Чанд та вуйко Баба Моган (син гуру Амар Даси) не визнали прав Арджуна та створили власні секти, чим заклали основу розколу сикхів. В результаті Арджун очолив більшість (ортодоксальних сикхів), яка не визнавала сикхами секти на чолі із Пріті Чандом і Баба Моганом.
Арджуна Сінґх розпочав політику на утворення фактично самостійної сикхської держави, чим фактично порушив ідею першого гуру Нанака бути поза світським життя.
Активно займався поповненням скарбниці. Для цього встановив обов'язкову десятину з щорічних податків — «дасвандх», яка доправлялася до Рамдаспура. Активно заохочував сикхів до торгівлі, особисто торгував кіньми, вивозячи їх з Кандагару, Герату і Кашгару. Згодом прийняв титул сача-падишах (справжній володар), що ще більше підкреслювало державницькі амбіції гуру. Його резиденція стала йменуватися дарбаром (царським двором). Для підкреслення статусу одягається в розкішні шати, при переїзді використовує слонів і коней, що тоді було ознакою володарів.
У 1588 році завершив будівництво священної водойми Сантохасара. Того ж року розпочав спорудження Харі Мандіра (Золотого храму) в Рамдаспурі. У 1590 році був створений водойм в місці, відомому зараз як Тарн-Таран-Сахіб. 1594 року заснував міста Картарпур і Шрі Харігобіндпур.
Для управління громадою склав священне писання сикхів «Аді Грантх». Заклав головний принцип сикха: немусульманин і неіндуїст. Своїми ідеями став активно залучати до своїх лав соціальну групу землеробів-джатів.
Втім така політика не зустрічала репресій з боку падишаха Акбара, що був мав релігійну терпимість до різним вірувань й не вбачав в діях гуру загрози. Втім після смерті останнього, нових падишах Джаханґір вирішив покласти край сикхській самостійності. 1606 року повсталий Хусру, син падишах, втік до Аджуни, який надав тому прихисток і 5 тис. рупій. Але зрештою Хусру було схоплено могольським загоном. За цим гуру було викликано на суд, де звинувачено у змові. Зрештою присуджено до сплати штрафу в 200 тис. рупій та наказано видалити з «Аді Грантх» частини, які на думку Джаханґіра протирічать ісламу. За відмову в цьому засуджений до страти — зашиванням в коров'ячу шкуру. За легендою Арджуна запросив перед стратою вмитися в річці Раві, де розчинився. Найімовірніше його стратили або він сам втопився.
Титул гуру спадкував його син Хар Ґобінд.

## Творчість
Його доробок складає 2312 гімнів, які були зібрані в 30 збірок. Він визначає сутність правдивого життя — в союзі Душі з Верховним Буттям і велику значимість гуру і святих людей в житті кожного.